# 吉村武雄
吉村 武雄（よしむら たけお、1890年（明治23年）11月5日 - 1974年（昭和49年）1月18日）は、大日本帝国海軍の軍人。最終階級は海軍主計少将。

## 人物・略歴
福岡県出身。1910年福岡県立中学修猷館を卒業
1912年7月海軍経理学校第1期乙種学生を卒業。1933年11月主計大佐に累進し､第二艦隊主計長に就任。1934年11月呉経理部第1課長、1935年11月燃料廠会計部長、1937年12月艦政本部造船造兵監督会計官兼航空本部造兵監督会計官。
1939年11月主計少将に進み、1940年11月佐世保経理部長兼佐世保鎮守府主計長に就任。1941年10月呉経理部長兼呉鎮守府主計長に就任。42年12月予備役となる。